# كرايغ نوفا
كرايغ نوفا (بالإنجليزية: Craig Nova)‏‏ (5 يوليو 1945 - ) روائي من الولايات المتحدة.

## الجوائز
- زمالة غوغنهايم